# Andrew Johnston (chanteur)
Pour les articles homonymes, voir Andrew Johnston et Johnston.
Andrew Johnston (né le 23 septembre 1994 à Dumfries en Écosse) est un jeune soprano écossais. Il est devenu célèbre à la suite de sa participation à l'émission britannique de télé-crochet Britain's Got Talent. Bien qu'il n'ait atteint que la troisième place, un des juges de l'émission, Simon Cowell, lui fit signer un contrat avec son label Syco Music. Son premier album, One Voice, sorti en septembre 2008, est entré à la quatrième place des ventes d'albums au Royaume-Uni.